# Aage Walther
Aage Walther (21 aprile 1897 – 5 dicembre 1961) è stato un ginnasta danese.

## Palmarès

### Olimpiadi
- 1 medaglia:
  - 1 argento (Anversa 1920 nel concorso svedese a squadre)